# قصر فیروزه

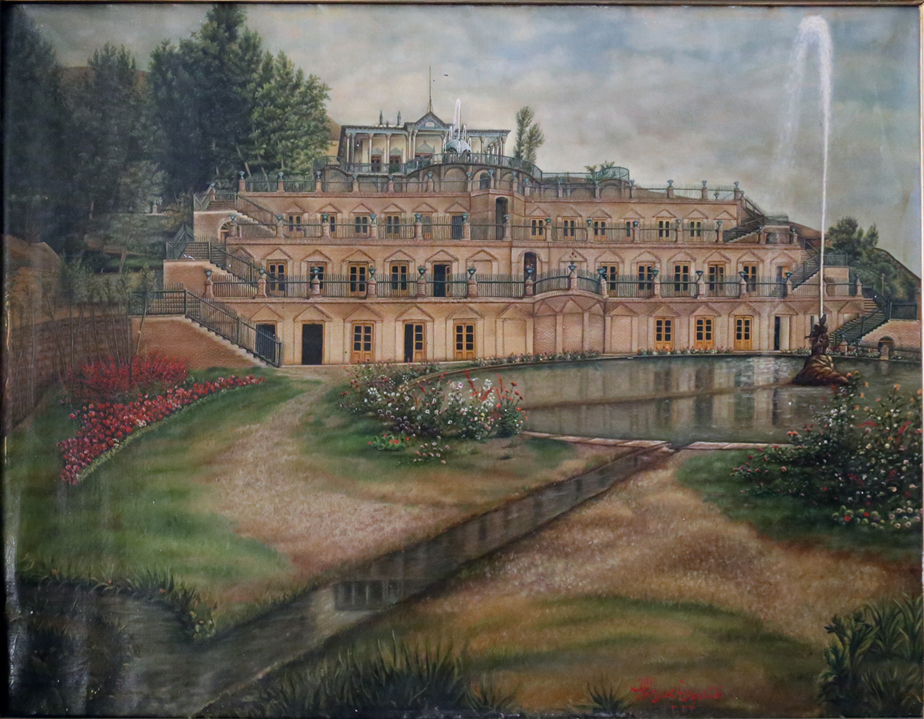
نمایی از این قصر اثر مهدی مصورالملک در کاخ صاحبقرانیه نگهداری می‌شود.

قصر فیروزه یا قصر دوشان‌تپه یکی از کاخ‌های تهران بود که اکنون اثری از آن بر جا نیست.
قصر فیروزه به دستور ناصرالدین شاه قاجار ساخته شد. معمار این کاخ میرزا مهدی خان شقاقی (ممتحن‌الدوله) بود. این کاخ در دورهٔ پهلوی تخریب شد و به جای آن پایگاه هوایی نظامی ساخته شد.
نباید کاخ فرح‌آباد تهران را با این قصر تخریب‌شده اشتباه گرفت.